# Chrysosoma insulanum
Chrysosoma insulanum är en tvåvingeart som beskrevs av Octave Parent 1939. Chrysosoma insulanum ingår i släktet Chrysosoma och familjen styltflugor. Inga underarter finns listade i Catalogue of Life.